# Пятнадцать человек на сундук мертвеца
«Пятна́дцать челове́к на сунду́к мертвеца́» (англ. Fifteen Men On the Dead Man’s Chest) — песня из романа Роберта Стивенсона «Остров сокровищ», написанная им в подражание традиционным морским песням-шанти. Прочно вошла в мировую культуру, став образцом для множества переделок и подражаний.

## Остров сокровищ
В романе Роберта Стивенсона приводится только припев песни, остальное оставлено воображению читателей:

Пятнадцать человек на сундук мертвеца.

Йо-хо-хо, и бутылка рому!

Пей, и дьявол тебя доведёт до конца.

Йо-хо-хо, и бутылка рому!
Оригинальный текст (англ.)Fifteen men on the dead man’s chest —

…Yo-ho-ho, and a bottle of rum!

Drink and the devil had done for the rest —

…Yo-ho-ho, and a bottle of rum!
— Роберт Стивенсон, «Остров сокровищ», перевод Н. К. Чуковского
Роберт Стивенсон нашёл название Dead Man’s Chest в книге Чарльза Кингсли «At Last: A Christmas in the West Indies» (1871), где оно относилось к острову Сундук мертвеца из группы Британских Виргинских островов.
Также существует расширенный вариант этой песни, написанный Эллисоном (1853—1932) в 1891 году для мюзикла «Остров сокровищ», известный под названием Derelict, который, в частности, вошёл в альбом Æther Shanties (2009) стимпанк-группы Abney Park.
В фильме «Пираты Карибского моря: Сундук мертвеца» (2006 год) Мистер Гиббс почти в самом начале фильма, идя по палубе, напевает эту песню.
В русскоязычной культуре песня также представлена неоднократно, например, в альбоме Russian vodka (1995) группы «Коррозия металла». В советском мультфильме «Остров сокровищ» (1988) исполняется песня о вреде алкоголя с этим знаменитым припевом (стихи А. С. Гарцмана на музыку В. Ю. Быстрякова).

## Версия происхождения

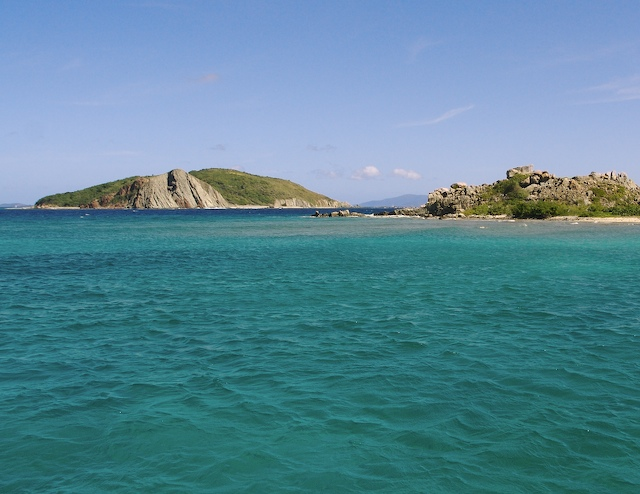
Тот самый остров

Согласно данным Квентина Ван Марле, полученным во второй половине XX века, эта песня ещё в конце XIX века была известна среди моряков Карибского бассейна и отражала реальные события, которые произошли в самом начале XVIII века. На пиратском корабле «Месть королевы Анны» под командованием капитана Эдварда Тича по прозвищу «Чёрная Борода» вспыхнул мятеж. Капитан Тич подавил бунт, и пятнадцать особо активных мятежников, среди которых был кватермейстер (командир абордажной команды) Уильям Томас Боунс (прототип Билли Бонса), были высажены на необитаемый остров под названием Сундук мертвеца (небольшая скала в группе Виргинских островов). Каждому из пиратов вручили по бутылке рома (всем пиратам было известно, что ром не утоляет, а усиливает жажду).
Корабль Тича спокойно уплыл восвояси.
Кватермейстер Боунс оказался неплохим руководителем и не допустил склок. Чтобы выжить, он обязал пиратов ловить рыбу, собирать росу и редкую дождевую воду.
Месяц спустя капитан Тич вернулся. На острове его встретили все те же 15 человек — истощённые, на грани помешательства от жажды и голода (см. песню), но живые.
По требованию команды капитан помиловал бунтовщиков и вернул на борт пиратского корабля.

## Вариант полного текста песни
Песня написана для пения антифоном, запевала ведёт рассказ, команда корабля вторит ему рефреном «йо-хо-хо, и бутылка рому». Подобный стиль песен используется в церковном пении для примирения и объединения членов церкви:
Пятнадцать человек на сундук мертвеца.

Йо-хо-хо, и бутылка рому!

Пей, и дьявол тебя доведет до конца.

Йо-хо-хо, и бутылка рому!

Их мучила жажда в конце концов.

Йо-хо-хо, и бутылка рому!

Им стало казаться, что едят мертвецов.

Йо-хо-хо, и бутылка рому!

Что пьют их кровь и мослы их жуют.

Йо-хо-хо, и бутылка рому!

Вот тут-то и вынырнул чёрт Дэви Джонс,

Йо-хо-хо, и бутылка рому!

Он вынырнул с чёрным большим ключом.

Йо-хо-хо, и бутылка рому!

С ключом от каморки на дне морском,

Йо-хо-хо, и бутылка рому!

Таращил глаза, как лесная сова,

Йо-хо-хо, и бутылка рому!

И в хохоте жутком тряслась голова.

Йо-хо-хо, и бутылка рому!

Сказал он: «Теперь вы пойдете со мной,

Йо-хо-хо, и бутылка рому!

Вас всех схороню я в пучине морской».

Йо-хо-хо, и бутылка рому!

И он потащил их в подводный свой дом.

Йо-хо-хо, и бутылка рому!

И запер в нём двери тем чёрным ключом.

Йо-хо-хо, и бутылка рому!
Перевод Н. Позднякова